# Норт-Ліннвуд (Вашингтон)
Норт-Ліннвуд (англ. North Lynnwood) — переписна місцевість (CDP) в США, в окрузі Сногоміш штату Вашингтон. Населення — 22 802 особи (2020).

## Географія
Норт-Ліннвуд розташований за координатами 47°51′12″ пн. ш. 122°16′35″ зх. д. / 47.85333° пн. ш. 122.27639° зх. д. (47.853346, -122.276256).  За даними Бюро перепису населення США в 2010 році переписна місцевість мала площу 8,09 км², уся площа — суходіл.

## Демографія
Згідно з переписом 2010 року, у переписній місцевості мешкали 16 574 особи в 6755 домогосподарствах у складі 4022 родин. Густота населення становила 2049 осіб/км².  Було 7174 помешкання (887/км²).
Расовий склад населення:
| - 60,4 % — білих - 20,4 % — азіатів - 6,7 % — чорних або афроамериканців - 1,0 % — вихідців з тихоокеанських островів - 0,9 % — корінних американців - 4,7 % — осіб інших рас |

До двох чи більше рас належало 6,0 %. Частка іспаномовних становила 10,8 % від усіх жителів.
За віковим діапазоном населення розподілялося таким чином: 21,4 % — особи молодші 18 років, 72,2 % — особи у віці 18—64 років, 6,4 % — особи у віці 65 років та старші. Медіана віку мешканця становила 31,7 року. На 100 осіб жіночої статі у переписній місцевості припадало 98,5 чоловіків;  на 100 жінок у віці від 18 років та старших — 97,5 чоловіків також старших 18 років.
Середній дохід на одне домашнє господарство  становив 69 457 доларів США (медіана — 61 234), а середній дохід на одну сім'ю — 71 692 долари (медіана — 69 744). Медіана доходів становила 48 396 доларів для чоловіків та 41 554 долари для жінок. За межею бідності перебувало 13,0 % осіб, у тому числі 22,1 % дітей у віці до 18 років та 8,3 % осіб у віці 65 років та старших.
Цивільне працевлаштоване населення становило 9721 осіб. Основні галузі зайнятості: освіта, охорона здоров'я та соціальна допомога — 20,8 %, роздрібна торгівля — 16,5 %, виробництво — 13,5 %, науковці, спеціалісти, менеджери — 11,7 %.